# Connor Franta
Connor Joel Franta (Wisconsin, 12 september 1992) is een Amerikaans YouTube-vlogger, internetpersoonlijkheid, schrijver en ondernemer. In juli 2016 had het hoofd-YouTube-kanaal van Franta 5,5 miljoen abonnees; in november 2024 waren het er 4,8 miljoen.
Franta is betrokken bij verschillende ondernemingen, zoals een kledinglijn, een muziekalbum en een koffie- en lifestylemerk met de naam "Common Culture".

## Privéleven
Connor Franta is geboren in Wisconsin als een van de vier kinderen van Peter en Cheryl Franta, respectievelijk dokter en huismoeder. Kort na zijn geboorte verhuisde de familie naar La Crescent, Minnesota.
Connor is katholiek opgevoed en ging naar de St. Peter's Catholic School in Hokah, Minnesota.
Omdat Franta als kind overgewicht had liet zijn moeder hem deelnemen aan een YMCA-zwemteam. Tijdens zijn high school-opleiding op La Crescent High School, die hij in 2011 afrondde, deed hij aan crosscountry. Daarna deed hij een business-opleiding aan Saint John's University, met in het tweede jaar kunst als een bijvak. Vanaf 2015 woonde Franta in Los Angeles, California.
Op 8 december 2014 kwam Franta publiekelijk uit de kast als homoseksueel in een YouTube-video met de titel Coming Out, waarin hij zei dat hij heeft geleerd zichzelf te accepteren en dat hij blij is met zichzelf. Hij sprak in de video ook over de hulp die hij van anderen kreeg op het internet, en vertelde dat hij met deze video mensen die problemen hebben met hun geaardheid wilde adviseren. De video was in januari 2025 meer dan 12,5 miljoen keer bekeken.

## Carrière

### YouTube

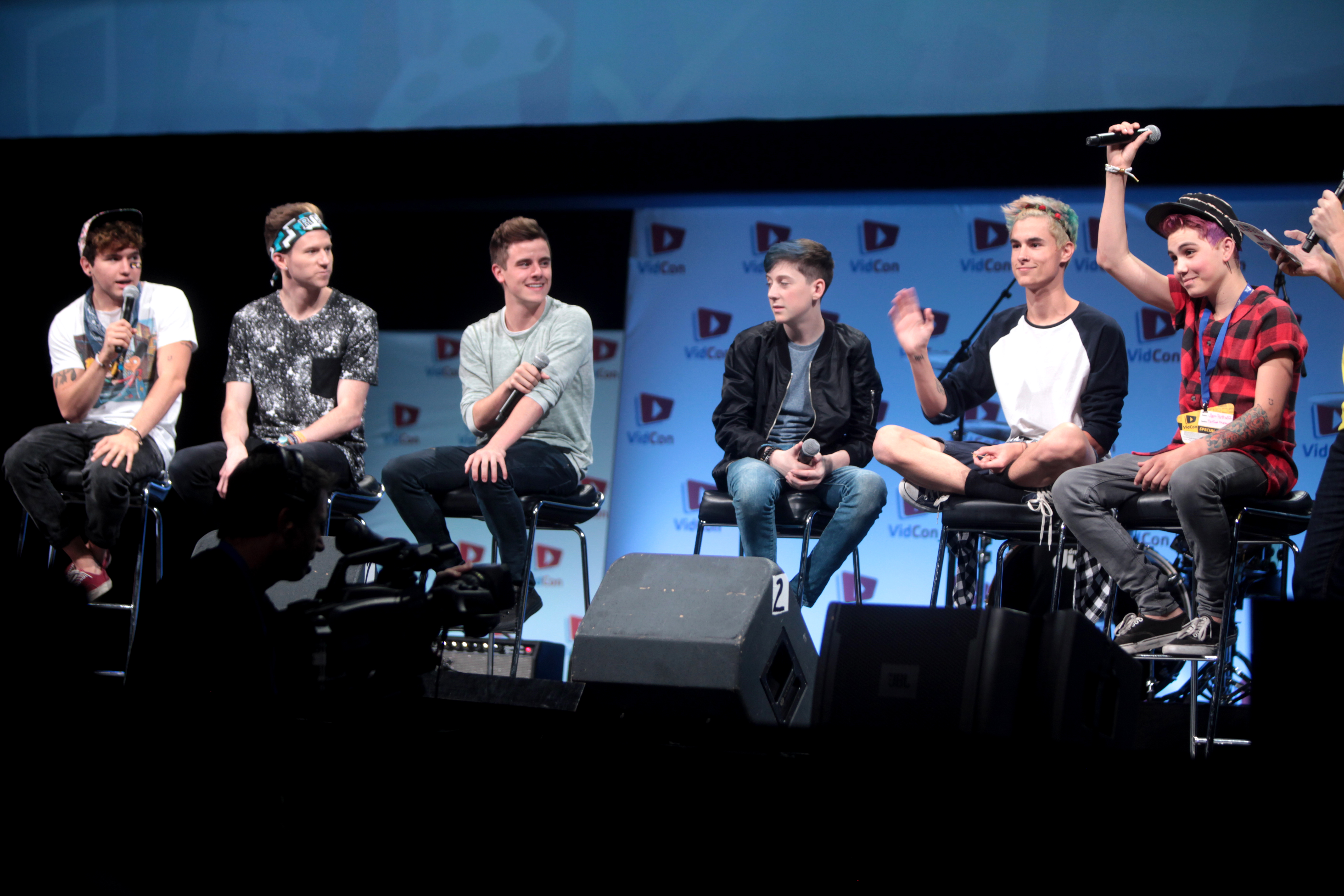
Franta (Derde van links) met de andere leden van Our2ndLife op VidCon 2014

Geïnspireerd door andere YouTube-vloggers zoals Shane Dawson en Mitchell Davis uploadde Franta in september 2010 zijn eerste video op YouTube. Begin 2025 is zijn kanaal meer dan 420 miljoen keer bekeken en heeft enkele miljoenen abonnees.
Vanaf 2012 begon Franta samen met een paar andere YouTubers het YouTube-kanaal Our2ndLife, wat bijdroeg aan zijn bekendheid. In juli 2014 verliet hij de groep vanwege persoonlijke problemen.
In 2014 werd Franta genomineerd voor een 'Teen Choice Award' in de categorie 'Web Star: Male', maar uiteindelijk won Tyler Oakley.

### Andere projecten
Franta vierde zijn 22e verjaardag door een fondswerving te houden voor The Thirst Project, dat als doel had om putten te slaan voor mensen in Swaziland. Het doel was om binnen een maand $120.000 op te halen. Fans konden verschillende dingen kopen voor het goede doel, zoals t-shirts, posters, een vermelding in een van zijn video's of een Skypegesprek met Franta. Binnen 48 uur hadden zijn fans al $75.000 opgehaald, het streefdoel van $120.000 werd in tien dagen behaald. Tegen het einde van de maand hadden ze meer dan $230.000 bij elkaar verzameld. Franta is later afgereisd naar Swaziland om de putten te zien die waren gerealiseerd van het ingezamelde geld.
Op 11 november 2014 bracht Franta de muziekcompilatie Crown, Vol. 1 uit, met liedjes van opkomende artiesten. Het album kwam op de Billboard 200 met als hoogste plek nummer 12 op de iTunes popcharts. Franta was van plan om het Crown-merk uit te breiden naar andere industrieën. In februari 2015 kwam Franta ook met een eigen lijn koffie, genaamd "Common Culture Coffee".
Franta werkte een jaar aan zijn debuutboek met zijn memoires, A Work in Progress (21 april 2015, ISBN 9781476791616). Met het uitbrengen van het boek kwam er ook een boektour. Deze tour startte in Minnesota en ging daarna door naar Houston, Orlando, New York, New Jersey en Los Angeles, Londen, Birmingham, Manchester, Liverpool en Leeds.